# Vernon Reid
Vernon Reid (ur. 22 sierpnia 1958 w Londynie) – brytyjski gitarzysta rockowy i jazzowy, założyciel i lider grupy Living Colour.
Oprócz działalności w Living Colour, Reid wydał dwie płyty solowe oraz współpracował z licznymi muzykami i grupami, reprezentującymi różnorodne style muzyczne (Jack Bruce, Bill Frisell, Public Enemy, The Rollins Band, Tracy Chapman, James Blood Ulmer, Grant Calvin Weston i inni).
W 1985 r. Reid był współzałożycielem The Black Rock Coalition 1, organizacji mającej na celu zerwanie z marginalizowaniem czarnoskórych muzyków. Tworzy pod wpływem muzyki Jimiego Hendriksa
.
W 2003 został sklasyfikowany na 66. miejscu listy 100 najlepszych gitarzystów wszech czasów magazynu Rolling Stone. Z kolei w 2004 roku muzyk został sklasyfikowany na 68. miejscu listy 100 najlepszych gitarzystów heavymetalowych wszech czasów magazynu Guitar World.
Vernon Reid wystąpił wraz z Jamesem Blood Ulmerem na 25. (2005 r.) oraz 30. (2010 r.) edycji Rawa Blues Festival.

## Dyskografia
- Mistaken Identity (1996)
- Front End Lifter – Yohimbe Brothers (2002)
- Known Unknown (2004)
- The Tao Of Yo – Yohimbe Brothers (2004)
- Other True Self (2006)